# Ente regionale per la lotta anti-anofelica in Sardegna
L'Ente regionale per la lotta anti-anofelica in Sardegna (in acronimo ERLAAS) è stato un ente speciale, attivo nel periodo compreso fra il 1946 e il 1950, istituito per l'eradicazione della malaria in Sardegna.
Fu istituito il 12 aprile 1946 dall'Alto commissariato italiano per l'igiene e la sanità (equivalente all'attuale Ministero della Salute) con i fondi dello stato italiano e il supporto finanziario della Fondazione Rockefeller, del Fondo delle Nazioni Unite destinato alla ricostruzione post bellica United Nations Relief and Rehabilitation Administration (UNRRA), e dall'agenzia statunitense Economic Cooperation Administration (ECA) finanziaria del Piano Marshall.
Con la consulenza di esperti —fra i quali l'igienista Alberto Missiroli dell'Istituto Superiore di Sanità, l'igienista Giuseppe Brotzu dell'Università degli studi di Cagliari, il malariologo Guido Casini esperto nell'uso del DDT e l'entomologo statunitense Thomas H. G. Aitken— fu addestrato il personale non specializzato locale e furono messe in atto quattro campagne per l'eradicazione della Anopheles labranchiae (la zanzara responsabile della malaria in Sardegna) e per la bonifica idraulica del territorio. L'ente cessò la propria esistenza il 31 dicembre 1950 con la vittoria definitiva sulla malaria nell'isola.